# ریچل بلیک
ریچل بلیک (به انگلیسی: Rachael Blake) (زادهٔ ۲۶ می ۱۹۷۱)بازیگر استرالیایی است.
از فیلم‌های معروف او می‌توان به بازی در فیلم های خدایان مصر، خرابکاری ، اسلم، نفس، غریبه‌های تمام‌عیار و زیبای خفته اشاره کرد.